# 찰찰레로스비스카차쥐
찰찰레로스비스카차쥐(Tympanoctomys loschalchalerosorum)는 데구과에 속하는 설치류의 일종이다. 이전에는 찰찰레로스비스카차쥐속(Salinoctomys)의 유일종으로 간주했지만, 현재는 유전학 분석 결과를 토대로 붉은비스카차쥐속으로 분류하며, 특히 붉은비스카차쥐(T. barrerae)의 변종으로 간주하기도 한다. 아르헨티나 북서부 작은 지역의 토착종으로 염전 호수 살리나스 그란데스 변두리의 관목 지대에서 서식한다. 먹이는 염생식물로 이루어져 있다. 학명과 통용명은 찰찰레로스비스카차쥐를 발견한 사람들에게 인기가 있던 노래를 부른 아르헨티나 대중음악 그룹 로스 찰찰레로스의 이름을 따서 지었다.

## 특징
찰찰레로스비스카차쥐는 중형 크기의 설치류 종이다. 등 쪽의 털은 진한 갈색빛의 검은색인 반면에 하체 쪽은 흰색이다. 등 쪽의 털은 약 2cm 정도이고, 회색 바탕에 갈색 띠를 갖고 있으며 털 끝은 검고 조모는 균일하고 진한 갈색을 띤다. 머리부터 몸까지 몸길이는 14~16cm이고 꼬리는 길이는 11~12cm이다. 꼬리는 비교적 길며, 전체가 털로 덮여 있고 꼬리 끝은 검은 색 술로 되어 있다. 발은 여섯 개의 발바닥 살로 되어 있으며, 발 둘레 가장 자리에 털이 나 있다.

## 보전 상태
찰찰레로스비스카차쥐 전체 100km2 미만의 지역에서만 발견되며, 실제로는 그 면적의 약 1/10 지역만을 차지하고 있다. 염전과 일반적인 주변 지역의 울창한 가시 관목 사이에서 자라는 호염성 식물 속에서 서식한다. 개체수가 감소 추세에 있으며, 국제 자연 보전 연맹(IUCN)이 보전 등급을 "멸종위급종"으로 분류하고 있다.